# Набу (роман)
«Набу» (нім. Nabou) — науково-фантастичний роман німецького письменника Гюнтера Крупката, виданий у 1968 році. Написаний як продовження роману Крупката «Коли боги загинули» 1963 року, «Набу» розповідає про експедицію до глибин Землі. Член дослідницької групи, яка досліджує земну кору, виявився біороботом або Біоматом, який залишив людей (меджунів), які просунулися до глибин землі. Зустріч між людьми та представниками «чужої» цивілізації — це зіставлення класів між соціально розвиненими інопланетянами та людськими суспільствами на "нижчій стадії" розвитку без конфлікту відкритого типу. За опитуванням 1989 року роман посів 13-е місце серед найпопулярніших науково-фантастичних творів Східної Німеччини.